# Sud-Est du Mato Grosso

Étendue de la région du sud-est du Mato Grosso.

Le Sud-Est du Mato Grosso est l'une des 5 mésorégions de l'État du Mato Grosso, au Brésil. Elle regroupe 22 municipalités groupées en 4 microrégions.

## Données
La région compte 411 073 habitants pour 71 887 km2.

## Microrégions
La mésorégion du sud-est du Mato Grosso est subdivisée en 4 microrégions:
- Alto Araguaia
- Primavera do Leste
- Rondonópolis
- Tesouro